# Carden-Loyd Mk.VI.
Tančík (tankette) Carden-Loyd Mk. VI byla šestá a nejúspěšnější verze tančíku, který soukromě vyvinul major Gifford LeQuesne Martel v Camberley. Předpokládal, že stroj bude sloužit jako pojízdné a pancéřované stanoviště kulometu. Tank byl sériově vyráběn ve firmě Vickers v letech 1927 - 1930, přičemž britská armáda jich obdržela 270 kusů. Zpočátku se zdálo, že se bude jednat o novou pokrokovou zbraň, která usnadní boje na frontě proti lehkým zbraním protivníka a následný průlom fronty. Proto tyto stroje, případně i jejich licence, začaly kupovat další státy - Československo, Itálie, Polsko, SSSR, Francie, Kanada, Indie, Japonsko a další (celkem bylo vyvezeno na 150 kusů). Několik zemí také na základě anglického vzoru vyvinulo své typy tančíků. Jak se však později ukázalo, bojová strategie i technika se značně změnily, takže již počátkem 30. let bylo zřejmé, že se jedná o neperspektivní koncepci obrněného bojového vozidla. Tančíky byly slabě pancéřované a vyzbrojené a proto nemohly efektivně bojovat proti připravené obraně či tankům.

## Popis
Tančík Carden-Loyd Mk. VI byl jednoduchý obrněný stroj hranatých tvarů s pásovým podvozkem. K pohonu sloužil motor Ford T o výkonu 40 hp. Síla pancíře činila 5–9 mm, tančík byl vyzbrojen kulometem Vickers ráže 7,7 nebo 12,7 mm.
Stroje Carden-Loyd Mk. VI byly britskou armádou zakoupeny i přesto, že testy s nimi nedopadly příznivě. Tančíky byly nakonec používány jako tahače děl, tahače přívěsů pro transport munice, případně jako pohyblivá stanoviště minometu či protiletadlového 20mm kanónu.

## Zahraniční uživatelé
- Thajsko: 60
- Sovětský svaz: 20
- Čína: 24
- Polsko: 10
- Japonsko: 6
- Portugalsko: 6
- Bolívie: 2
- Chile: 5
- Holandsko: 5
- Kanada: 12
- Československo: 3
- Maďarsko: 2
- Řecko: 2
- Švýcarsko: 2
- Belgie: 6
- Finsko: 1
- Francie: 1
- Lotyšsko: 1
- Švédsko: 2

## Licence tančíku
- Československo: Tančík vz. 33
- SSSR: T-27
- Polsko: TK-3, TKS
- Francie: Renault 31R (UE)
- Japonsko: Typ 94 Te-Ke, Typ 97 Te-Ke
- Itálie: CV 29 (29 kusů), CV 33/CV 35 (přibližně 2500 kusů)